# Fortuna (priimek)
Fortuna je priimek v Sloveniji, ki ga je po podatkih Statističnega urada Republike Slovenije na dan 1. januarja 2010 uporabljalo 543 oseb in je med vsemi priimki po pogostosti uporabe uvrščen na 532. mesto.

## Znani slovenski nosilci priimka
- Alojz (Lojze) Fortuna (1927—1998), prvoborec in politik
- Julka Fortuna (1916—1999), pesnica in kljekljarica
- Jure Fortuna (*1990), motokrosist
- Marjan Fortuna, zdravnik primarij in publicist (Kranj)
- Metka Fortuna, vodja čipkarske šole Idrija, prof.
- Morena Fortuna, filmska montažerka
- Simon Fortuna (*1947), duhovnik in dekan v Škofji Loki

## Znani tuji nosilci priimka
- Brian Fortuna (*1982), ameriški plesalec
- Diego Fortuna, italijanski metalec diska
- Józef Fortuna (*1952), poljski politik
- Loris Fortuna (1924—1985), italijanski politik furlanskega rodu, zagovornik pravic Slovencev
- Maciej Fortuna, poljski glasbenik
- Wojciech Fortuna (*1952), poljski smučarski skakalec